# Brenda Russell (album)
Brenda Russell è l'album di debutto della cantante soul-jazz afro-americana Brenda Russell,  album pubblicato nel 1979 su etichetta Horizon Records/A&M Records.
L'album, prodotto, da André Fischer, contiene in tutto 8 brani, tutti "firmati" dalla stessa Brenda Russell (di cui uno in collaborazione con lo stesso André Fischer e uno in collaborazione con Bonds). Tra questi, figurano i singoli So Good, So Right e Way Back When.

L'album ha avuto anche una riedizione in CD, con la hit della Russell Piano in the Dark come bonus track.

## Tracce
1. So Good, So Right – 3:21
2. In The Thick Of It – 4:00
3. If Only For One Night – 4:16
4. Way Back When – 4:24
5. A Little Bit Of Love – 4:36
6. You're Free – 3:38
7. Think It Over – 5:17
8. God Bless You – 4:22

## Classifiche
| Anno | Classifica       | Posizione |
| ---- | ---------------- | --------- |
| 1979 | US Billboard 200 | 65        |
| 1979 | US R&B Chart     | 26        |